# Heptaulacus algarbiensis
Heptaulacus algarbiensis é uma espécie de insetos coleópteros polífagos pertencente à família Aphodiidae.
A autoridade científica da espécie é Branco & Baraud, tendo sido descrita no ano de 1984.
Trata-se de uma espécie presente no território português.